# Espezel
Espezel is een gemeente in het Franse departement Aude (regio Occitanie) en telt 206 inwoners (2004). De plaats maakt deel uit van het arrondissement Limoux en ligt in de streek Pays de Sault.

## Geografie
De oppervlakte van Espezel bedraagt 14,4 km², de bevolkingsdichtheid is 14,3 inwoners per km².

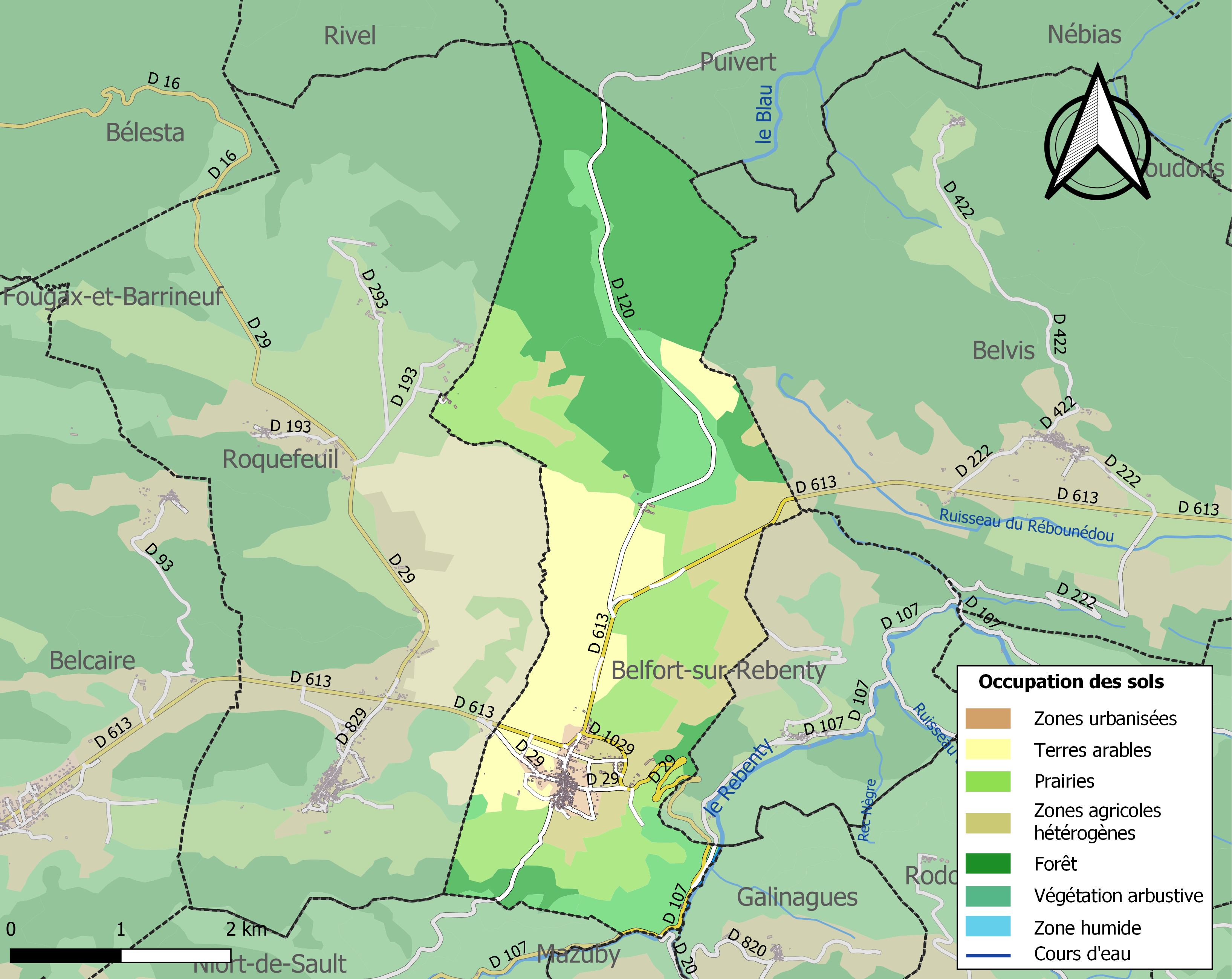
Kaart van de gemeente met de belangrijkste infrastructuur, bodemgebruik en omliggende gemeenten

## Demografie
Onderstaande figuur toont het verloop van het inwonertal (bron: INSEE-tellingen).

Vanwege een beveiligingsprobleem met de MediaWiki Graph-software is het momenteel niet mogelijk deze grafiek weer te geven. Zodra de software is bijgewerkt zal de grafiek vanzelf weer zichtbaar worden.